# 2020 en Suède
Chronologie de la Suède
- 2016
- 2017
- 2018
- 2019
- 2020
- 2021
- 2022
- 2023
- 2024

Cet article présente les faits marquants de l'année 2020 en Suède ou relatifs à la Suède.

## Gouvernement
- Monarque : Charles XVI Gustave.
- Premier ministre : Stefan Löfven .

## Événements
- 31 janvier : La pandémie de Covid-19 se propage en Suède à partir du 31 janvier 2020 lorsqu'un premier cas est détecté à Jönköping[1]. Le premier décès est enregistré le 11 mars 2020[2].
- 10 juin : après 34 ans, la justice suédoise clôt l'enquête sur l'assassinat du premier ministre Olof Palme le 28 février 1986, sans avoir réussi à la résoudre[3]

### Prix Nobel
Les lauréats du Prix Nobel en 2020 sont :
- Prix Nobel de chimie : Emmanuelle Charpentier et Jennifer Doudna ;
- Prix Nobel de littérature : Louise Glück ;
- Prix Nobel de la paix : Programme alimentaire mondial ;
- Prix Nobel de physiologie ou médecine : Harvey J. Alter, Michael Houghton et Charles M. Rice ;
- Prix Nobel de physique : Roger Penrose, Reinhard Genzel Andrea M. Ghez ;
- « Prix Nobel » d'économie : Paul Milgrom et Robert B. Wilson.

## Art et culture

### Chanson
- Le Melodifestivalen 2020 est le concours de chansons permettant de sélectionner le représentant de la Suède au Concours Eurovision de la chanson 2020. Il consiste en quatre demi-finales (Deltävling), rassemblant sept artistes chacune, une deuxième chance (Andra Chansen) et une finale. Le concours débute le 1er février 2020 à raison d'une émission chaque samedi à 20h, la finale ayant lieu le 7 mars 2020. Il est remporté par The Mamas et leur chanson Move, sélectionnées ainsi comme représentantes de la Suède au Concours Eurovision de la chanson 2020, à Rotterdam.

### Cinéma
- Le festival international du film de Stockholm 2020, 31e édition du festival (suédois : Stockholms 31:e internationella filmfestivals), se déroule du 11 novembre au 22 novembre 2020.
- 200 Mètres est un film d'aventures dramatique palestinien, jordanien, qatarien, suédois et italien réalisé par Ameen Nayfeh et sorti en 2020.
- Ambiancé est un film expérimental suédois conçu et réalisé par Anders Weberg[4] et supposément[5]

```
sorti en 
2020
.
```

- Charter est un film suédois réalisé par Amanda Kernell, sorti en 2020.
- Drunk ou Alcootest au Québec (Druk), est un film dano-suédo-néerlandais réalisé par Thomas Vinterberg, sorti en 2020.
- Le Gang Jönsson (Se upp för Jönssonligan) est un film suédois réalisé par Tomas Alfredson, sorti en 2020.
- L'Homme qui a vendu sa peau (arabe : الرجل الذي باع ظهره, Ar-rajul Allaḏī Bāa Ẓahrahu ; anglais : The Man Who Sold His Skin) est un film multinational réalisé par Kaouther Ben Hania et sorti en 2020.
- Horizon Line est un film suédois, réalisé par Mikael Marcimain et sorti en 2020.
- I Am Greta ou Je suis Greta au Québec (titre original : Greta)  est un film documentaire germano-suédois, réalisé par Nathan Grossman, sorti en 2020.
- Reven og Nissen est un film d'animation de court métrage cinéma norvégien, suédois et danois réalisé par Are Austnes et Yaprak Morali et sorti en 2020.
- The Roads Not Taken est un drame multinational réalisé par Sally Potter, sorti en 2020.
- Sweat est un drame polono-suédois de 2020 écrit et réalisé par Magnus von Horn. Il met en scène Magdalena Kolesnik, Julian Swiezewski, Aleksandra Konieczna et Zbigniew Zamachowski.
- Tove est un film finlandais réalisé par Zaida Bergroth, sorti en 2020.
- Les Travaux et les Jours (The Works and Days (of Tayoko Shiojiri in the Shiotani Basin)) est un film coproduit par les États-Unis, la Suède, le Japon et le Royaume-Uni ; réalisé par Anders Edström et C. W. Winter et sorti en 2020. Le film a une durée totale de 8 heures.

### Littérature
- Des ailes d'argent (titre original : Vingar av silver) est un roman policier de Camilla Läckberg, publié en Suède en 2020. La version française est paru le 4 novembre 2020 aux éditions Actes Sud dans la collection Actes noirs. Il forme la seconde partie d'un diptyque intitulé Faye.
- Douce, douce vengeance (suédois : Hämnden är ljuv AB) est le cinquième roman de l'écrivain suédois Jonas Jonasson paru dans sa langue d'origine en 2020[6]. Il a été traduit en français par Laurence Mennerich.

## Sport
- La Suède participe aux Jeux olympiques de 2020 à Tokyo au Japon. Il s'agit de sa 28e participation à des Jeux d'été.

### Athlétisme
- Le Bauhaus-Galan 2020 est la 53e édition du Bauhaus-Galan qui a lieu le 23 août 2020 au Stade olympique de Stockholm, en Suède. Il constitue la deuxième étape de la Ligue de diamant 2020, le calendrier des meetings étant modifié en raison de la pandémie de Covid-19.

### Football
- La saison 2020 d'Allsvenskan est la quatre-vingt-seizième édition du championnat de Suède de football de première division. Les seize clubs de l'élite s'affrontent à deux reprises, une fois à domicile et une fois à l'extérieur. À l'issue de la compétition, les deux derniers du classement sont relégués en Superettan, tandis que le club classé 14e doit disputer un barrage de promotion-relégation face au 3e de deuxième division. Le champion sortant, Djurgårdens IF, remet son titre en jeu.
- Le championnat de Suède féminin de football 2020 est la 48e édition du championnat de Suède féminin, la 33e dans son organisation actuelle. Les douze meilleurs clubs féminins de football de Suède sont regroupés au sein d'une poule unique, la Damallsvenskan, où ils s'affrontent deux fois au cours de la saison, à domicile et à l'extérieur.

### Handball
- Le championnat d'Europe masculin de handball 2020 est la 14e édition du championnat d'Europe masculin de handball. Il se déroule du 9 au 26 janvier 2020 et, pour la première fois, conjointement dans trois pays : en Suède, en Autriche et en Norvège. De plus, en conséquence du passage de 16 à 24 équipes, la formule de la compétition a été modifiée.

### Hockey sur glace
- La saison 2019-2020 est la 45e saison de la SHL pour Svenska hockeyligan ou Swedish Hockey League, le championnat élite de hockey sur glace en Suède. La saison régulière débute le 14 septembre 2019 et se termine le 12 mars 2020.

### Rugby à XV
- Le Championnat de Suède de rugby à XV 2020 également appelé Allsvenskan 2020, oppose les quatre  meilleures équipes suédoises de rugby à XV. Il débute le 22 août 2020 pour s'achever le 24 octobre 2020.

## Naissances
- Naissances en Norvège en 2020

## Décès
- Décès en Norvège en 2020